# Diapetimorpha arcta
Diapetimorpha arcta är en stekelart som först beskrevs av Cresson 1874.  Diapetimorpha arcta ingår i släktet Diapetimorpha och familjen brokparasitsteklar. Inga underarter finns listade i Catalogue of Life.